# タイグランプリ
タイグランプリ（タイGP、Thailand Grand Prix ）は、ロードレース世界選手権の一戦としてタイで開催されているオートバイレースイベントである。

## 概要
2018年よりチャーン・インターナショナルサーキットで開催が開始された。2020年は新型コロナウイルスの影響で延期となったが、7月31日に中止が決定された。
2025年は開幕戦として行われることが発表。東南での開幕戦は1999年シーズンのマレーシアGP以来である。

## タイGPの優勝者
| 年   | サーキット                                     | Moto3                                          | Moto2                                          | MotoGP                                         |
| ---- | ---------------------------------------------- | ---------------------------------------------- | ---------------------------------------------- | ---------------------------------------------- |
| 2018 | ブリーラム                                     | ファビオ・ディ・ジャンナントニオ（ホンダ)      | フランチェスコ・バニャイア（カレックス）       | マルク・マルケス（ホンダ）                     |
| 2019 | ブリーラム                                     | アルベルト・アレナス（KTM）                    | ルカ・マリーニ（カレックス）                   | マルク・マルケス（ホンダ）                     |
| 2020 | 新型コロナウイルス感染症の世界的流行により中止 | 新型コロナウイルス感染症の世界的流行により中止 | 新型コロナウイルス感染症の世界的流行により中止 | 新型コロナウイルス感染症の世界的流行により中止 |
| 2021 | 新型コロナウイルス感染症の世界的流行により中止 | 新型コロナウイルス感染症の世界的流行により中止 | 新型コロナウイルス感染症の世界的流行により中止 | 新型コロナウイルス感染症の世界的流行により中止 |
| 2022 | ブリーラム                                     | デニス・フォッジア（ホンダ）                   | トニー・アルボリーノ（カレックス）             | ミゲル・オリベイラ（KTM）                      |
| 2023 | ブリーラム                                     | ダビド・アロンソ（ガスガス）                   | フェルミン・アルデゲル (ボスコスクーロ)        | ホルヘ・マルティン（ドゥカティ）               |
| 2024 | ブリーラム                                     | ダビド・アロンソ（CFMOTO）                     | アロン・カネト (カレックス)                    | フランチェスコ・バニャイア（ドゥカティ）       |
| 2025 | ブリーラム                                     | ホセ・アントニオ・ルエダ（KTM）                | マヌエル・ゴンサレス (カレックス)              | マルク・マルケス（ドゥカティ）                 |